# Bioinformatika
Bioinformatika je računalniško preučevanje bioloških podatkov. Predvsem genetskih. Zagon je dobila po odkritju človeškega in drugih genomov.
Bioinformatika je interdisciplinarno področje, ki razvija metode in programska orodja za preučevanje takšnih podatkov, zlasti kadar so nabori podatkov veliki in kompleksni. Kot interdisciplinarno področje znanosti bioinformatika združuje biologijo, kemijo, fiziko, računalništvo, informacijski inženiring, matematiko in statistiko za analizo in interpretacijo bioloških podatkov. 
Pogosto je namenjena boljšemu razumevanju genetske osnove bolezni, edinstvenih prilagoditev, zaželenih lastnosti (zlasti pri kmetijskih vrstah) ali razlik med populacijami. Na manj formalen način poskuša bioinformatika razumeti tudi organizacijske principe znotraj zaporedij nukleinskih kislin in proteinov, imenovanih proteomika.
Na področju genetike pomaga pri določanju zaporedja in označevanju genomov in njihovih opaženih mutacij. 
Alternativna uporaba je rudarjenje besedil biološke literature ter razvoju bioloških in genskih ontologij za organiziranje in poizvedovanje po bioloških podatkih. Prav tako igra vlogo pri analizi izražanja in regulacije genov in beljakovin. Orodja bioinformatike pomagajo pri primerjavi, analizi in interpretaciji genetskih in genomskih podatkov ter na splošno pri razumevanju evolucijskih vidikov molekularne biologije. Na bolj integrativni ravni pomaga analizirati in katalogizirati biološke poti in mreže, ki so pomemben del sistemske biologije. V strukturni biologiji pomaga pri simulaciji in modeliranju DNA, RNA, proteinov  kot tudi biomolekularnih interakcij.